# Winifred Wagner
Winifred Wagner (Hastings, 23 de juny de 1897 – Überlingen, 5 de març de 1980), nascuda com a Winifred Marjorie Williams, fou la vídua de Siegfried Wagner, fill del compositor alemany Richard Wagner, i regenta del Festival de Bayreuth entre 1931 i 1944.

## Biografia

### Infància, joventut i ascens
Filla de l'escriptor John Williams i de l'actriu danesa Emily Florence Karop, en 1899 va quedar òrfena de pare i mare. Internada en un orfenat de Sussex, en 1907 va ser adoptada pel matrimoni alemany de septuagenaris Klindworth i va ser traslladada a Berlín. Karl Klindworth fou un pianista que havia estat un deixeble destacat de Franz Liszt i un gran admirador i amic de Richard Wagner (1813–1883), a qui va conèixer en 1855.
En 1914 Karl Klindworth va assistir al Festival de Bayreuth com a convidat de la vídua del compositor i regenta del Festival, Cósima Wagner (filla de Liszt). Va anar a la representació de Der fliegende Holländer acompanyat de Winifred. L'òpera va ser dirigida per Siegfried Wagner, fill del compositor i hereu legítim del festival d'acord amb la seva mare, malgrat les protestes de les seves germanes Eva i Isolda.
Als 46 anys, solter i amb dubtes sobre la seva orientació sexual, Siegfried va veure una solució a la seva vida familiar en l'òrfena de 17 anys. Es van casar un any més tard, tot resolent el problema que ho assetjava: deixar hereus. En 1917 va néixer Wieland, el primogènit, a qui seguirien Friedelind (1918), Wolfgang (1919) i Verena (1920).
Després d'una gira pels Estats Units, es va reiniciar els Festivals en Bayreuth a la finalització de la Primera Guerra Mundial. Winifred col·laborarà estretament amb el seu espòs, com a secretària i organitzadora.
En 1923 va conèixer a Adolf Hitler, quan aquest visitava el festival. Hitler va tornar després del Putsch de Múnic per enfortir llaços amb la família del seu compositor favorit i per a reunir-se amb el filòsof britànic (nacionalitzat alemany) Houston Stewart Chamberlain. Hi ha documents que asseguren que Winifred, encisada amb Hitler, li va enviar a la presó queviures i el paper on va escriure el seu llibre Mein Kampf.
L'abril del 1930 va morir Cósima Wagner i a l'agost del mateix any va morir Siegfried d'un infart.
La vídua Winifred va queda doncs a càrrec del Festival de Bayreuth. Va cridar al director general del Teatre de l'Òpera de Berlín, Heinz Tietjen —que havia dirigit el teatre sota els socialistes i ara amb els nazis— per ajudar-la i va obtenir la col·laboració d'il·lustres directors com ara Arturo Toscanini —fins a aquest moment gran amic de la família— Wilhelm Furtwängler —a qui Winifred no suportava— i Karl Elmendorff.

### Regència de Bayreuth
En 1933 és nomenada ciutadana il·lustre de Bayreuth arran del cinquantenari de la mort del compositor Richard Wagner. El control artístic del festival es va deixar en principi en mans de Winifred i de Tietjen, però després la resta va quedar sota la direcció personal del propi Hitler. L'era Winifred va començar amb repartiments d'excepció: Rudolf Bockelmann com a Wotan, Frida Leider com a Brünnhilde i Max Lorenz com a Siegfried en la saga Der Ring des Nibelungen. Van dirigir músics de renom, com ara Richard Strauss, Victor de Sabata, Karl Elmendorff, Hermann Abendroth i Wilhelm Furtwängler. Altres importants cantants que van participar van ser Friedrich Schorr, Nanny Larsén-Todsen, Martha Fuchs, Lauritz Melchior, Set Svanholm, Maria Müller, Margarete Klose, Helge Roswaenge, Josef von Manowarda, Franz Völker, Germaine Lubin, Erich Kunz i Josef Greindl, entre d'altres.
L'adhesió i admiració de Winifred vers Adolf Hitler van convertir el Festival en un símbol del nazisme i en un niu d'intrigues. Ambdós eren íntims amics, ella ho cridava Kapellmeister Wolf i el Führer va assistir anualment al festival entre 1933 i 1939, allotjant-se en la mansió de la família Wagner, Wahnfried, per expressa invitació de Winifred. Les dificultats econòmiques del festival, degudes en gran part a les prohibicions d'assistència al públic jueu, van motivar que, per ordre d'Hitler, el partit comprés pels seus membres totes les entrades, per tal d'omplir el teatre amb programes culturals, arribant a suspendre durant la guerra les representacions de Parsifal per a no traumatitzar els assistents (entre ells soldats ferits).
En 1941, Hitler va proposar una gegantesca ampliació del teatre i va rebatejar el festival com a «Festivals de Guerra». El seu oficial Bodo Lafferentz es va casar en 1943 amb Verena Wagner, ocupant-se d'assumptes administratius. L'historiador Frederic Spotts va escriure: «La presència en el Festival dels plebeus membres del partit, culturalment parlant, als quals no agradava l'òpera i molt menys les de Wagner, no va ser més que un mitjà de propaganda del règim nazi, una propaganda particularment brutal i bel·ligerant. El públic dels “Festivals de Guerra” ho formaven treballadors ignorants, hostes del Führer, als quals constantment se'ls recordava l'honor del que eren objecte. I encara que se sentissin més atrets per altres entreteniments, no tenien més remei que acceptar la invitació els agradés o no».
Malgrat la guerra, els festivals es van programar fins a 1944, quan es va declarar el tancament de tots els teatres pel desenvolupament de la guerra total.
En 1945 Winifred va abandonar Wahnfried, danyada pels bombardejos aliats, retirant-se a Oberwarmensteinach.

### Caiguda
En 1947 Winifred va haver de comparèixer davant el tribunal de desnazificació, per la seva compromesa actuació al capdavant dels Festivals de 1933 a 1945. Al principi va ser classificada com a «gran delinqüent», en haver permès que el partit Nazi utilitzés el «llegat de Richard Wagner» per a les seves finalitats polítiques. Ella va sostenir que «era ell, no el partit, el que m'atreia», i va tractar de recuperar la seva nacionalitat britànica atemorida davant una severa condemna. El juliol de 1947 la seva sentència va ser reduïda, passant a ser classificada com a persona «poc incriminada», salvant-se del confinament en un camp de treballs perquè personalment no havia comès actes violents. Així i tot va seguir sotmesa a múltiples prohibicions.
Noves evidències aparegudes l'any 2002 suggereixen que Winifred va ser responsable d'evitar la deportació de jueus i homosexuals del seu cercle, com a exemple Max Lorenz i la seva esposa, i va enviar una carta a Hitler que va evitar l'arrest d'Alfred i Hedwig Pringsheim la filla dels quals estava casada amb l'escriptor Thomas Mann.
Per evitar disputes familiars i mantenir apartada a la seva filla Friedelind, els Wagner van prendre accions legals destinades a mantenir tots els drets de Winifred, seguint el testament de Siegfried, però fent que delegués la direcció del Festival en els seus fills. Va ser obligada a renunciar als festivals en 1949, com a única alternativa perquè aquests es reprenguessin. La nova direcció només va acceptar com a directors als seus fills Wieland i Wolfgang. El fideïcomís va concloure en 1950 i aquest any els actius del teatre i el Festival van ser lliurats a Wieland i Wolfgang.

### Final
En 1975 el director Hans-Jürgen Syberberg va filmar una biografia sobre ella a la qual Winifred no mostrava penediment algú pel passat. Com a conseqüència, el seu fill Wolfgang li va prohibir l'accés als festivals.
El 5 de març de 1980 va morir en Ueberlingen, a la vora del Llac de Constança (Bodensee), on s'havia retirat per malaltia.
El seu primogènit Wieland Wagner (1917–1966), va revolucionar les posades en escena de les òperes del seu avi amb la creació del Nou Bayreuth. Quan va morir li va succeir al capdavant del festival el seu germà Wolfgang Wagner (1919–2010).
La seva filla Friedelind (1918–1991) es va distanciar de la seva mare des del començament. Va escriure el llibre Nacht über Bayreuth (Nit sobre Bayreuth).
En 2007, als 89 anys, Wolfgang va deixar la direcció dels Festivals en mans de les seves filles Eva Wagner-Pasquier i Katharina Wagner, quins al juny del 2009 va convidar a historiadors a revisar la història de la seva àvia.